# Паметник на Скърбящия воин
Паметникът на Скърбящия воин се намира на площад „Съединение“ във Видин.
Бронзовата фигура представя български гренадир от Сръбско-българската война през 1885 г. за защита на Съединението на България. Пиедесталът е кух, с врата от кована мед на задната страна. В кухината са положени костите на загинали офицери. На трите му страни са поставени барелефи. Централният показва реален момент от Сръбско-българската война – атака, предвождана от командира на полка кап. Маринов на кон. В същия барелеф са представени и други двама офицери, загинали във войната – подпоручик Стоянов и портупей-юнкер Загорски.
Провежда се конкурс за избор на проект и строителство на паметник на победата и героите, паднали във войната от 1885 г. Журито, с председател Иван Мърквичка, заседава на 13 септември 1907 г. и от представените четири проектомодела избира този на Андрей Николов.
Фигурата на войника е транспортирана с влак до Русе, с лодка през Дунав до Гюргево и от там отново с влак до Париж. Там е отлята от бронз във фабрика Jaboeuf et Rouard, в ателието на италианския скулптор Арнолдо Дзоки. На връщане достига до Калафат, откъдето видински рибари я транспортират до Видин. За целта правят сал върху няколко лодки. Прибрана е в казармата на Трети пехотен бдински полк, където стои една година. Инициативен комитет събира дарения от гражданите за издигане на постамента. Основният камък е поставен през 1908 г. на централния видински площад „Бдинци“. На 15 ноември 1911 г. паметникът е открит, а композицията официално е наречена „За отечеството“.
През 1930 г. видинската управа преценява, че неговото послание е срамно и злепоставя българския войник. Основният довод е, че фигурата не буди патриотизъм и затова трябва да се махне. Граждани създават Комитет за защита на тъжния войн. През 1937 г., във връзка с изграждането на Паметника „Победен щурм“ – загинали през войните 1912 – 1913 и 1915 – 1918 г., на централния площад, управниците само преместват Паметника на Скърбящия войн на гаровия площад.